# Suore di San Giuseppe di Tarbes
Le Suore di San Giuseppe di Tarbes (in francese Sœurs de Saint-Joseph de Tarbes) sono un istituto religioso femminile di diritto pontificio: le suore di questa congregazione pospongono al loro nome la sigla S.J.T.

## Storia
La congregazione fu fondata il 15 agosto 1843 da sei giovani donne della parrocchia di Cantaous.
Bertrand-Sévère Laurence, vicario generale del vescovo di Tarbes, assunse personalmente la direzione dell'istituto e, divenuto vescovo, l'eresse canonicamente (30 novembre 1852) e ne approvò gli statuti, basati su quelli dati da Jean-Pierre Médaille alle suore di San Giuseppe di Le Puy (14 marzo 1855).
Sotto la guida dei missionari dell'Immacolata Concezione e la direzione del loro superiore, Jean-Louis Peydessus, le suore si diffusero in tutta la Francia e aprirono missioni in India e nell'America meridionale.
L'istituto ricevette il pontificio decreto di lode il 21 gennaio 1871 e le sue costituzioni ottennero l'approvazione definitiva il 6 maggio 1941.

## Attività e diffusione
Le suore si dedicano all'istruzione e all'educazione cristiana della gioventù e all'assistenza agli ammalati.
Sono presenti in Europa (Austria, Francia, Regno Unito, Spagna), nelle Americhe (Brasile, Colombia, Messico, Perù, Venezuela), in Africa (Repubblica Democratica del Congo, Gibuti, Kenya, Uganda) e in India; la sede generalizia è a Cantaous.
Alla fine del 2011 la congregazione contava 756 religiose in 135 case.